# Jaraszka arbuzówka
Jaraszka arbuzówka (Henosepilachna argus) – gatunek chrząszcza z rodziny biedronkowatych i podrodziny Coccinellinae.
Chrząszcz o owalnym, półkuliście wypukłym ciele długości od 6 do 10 mm. Wierzch ciała ma ubarwiony jasnoceglasto z czarnymi plamami na pokrywach: po pięć na każdej i wspólna przy tarczce. Plamy te mają nieco zmienną wielkość, a tylne z nich mogą zanikać. Żuwaczki nie mają zęba dodatkowego u nasady. Przedplecze jest znacznie węższe od podstawy pokryw, o bocznych krawędziach słabo wygiętych, a kątach tylnych zaokrąglonych. Podgięcia pokryw pozbawione są bruzd. Skrzydła tylne są normalnie wykształcone. Kolor zapiersia jest rudy. Stopy cechują pazurki z dużym, ostrym zębem u podstawy.
Biedronkowate te są fitofagami, żerującymi na dyniowatych, preferując przedstawicieli rodzaju przestęp. Zasiedlają ciepłe stanowiska. Owady dorosłe pojawiają się w marcu lub kwietniu, a do kopulacji przystępują w maju lub czerwcu. Dorosłe nowej generacji spotyka się od sierpnia, a na zimowiska udają się one we wrześniu bądź październiku.
Owad w Europie znany z Portugalii, Hiszpanii, Francji, Wielkiej Brytanii, Szwajcarii, Austrii, Belgii, Holandii, Niemiec, Czech, Słowacji, Węgier, Chorwacji, Serbii, Czarnogóry, Rumunii i Bułgarii. Ponadto występuje w Turcji, Algierii i Kongu. Dotąd nie znaleziono go w Polsce.